# Dussia foxii
Dussia foxii là một loài rau đậu thuộc họ Fabaceae.
Loài này chỉ có ở Peru.